# Espion
Pour les articles homonymes, voir Agent, Espion (homonymie) et Agent secret (homonymie).

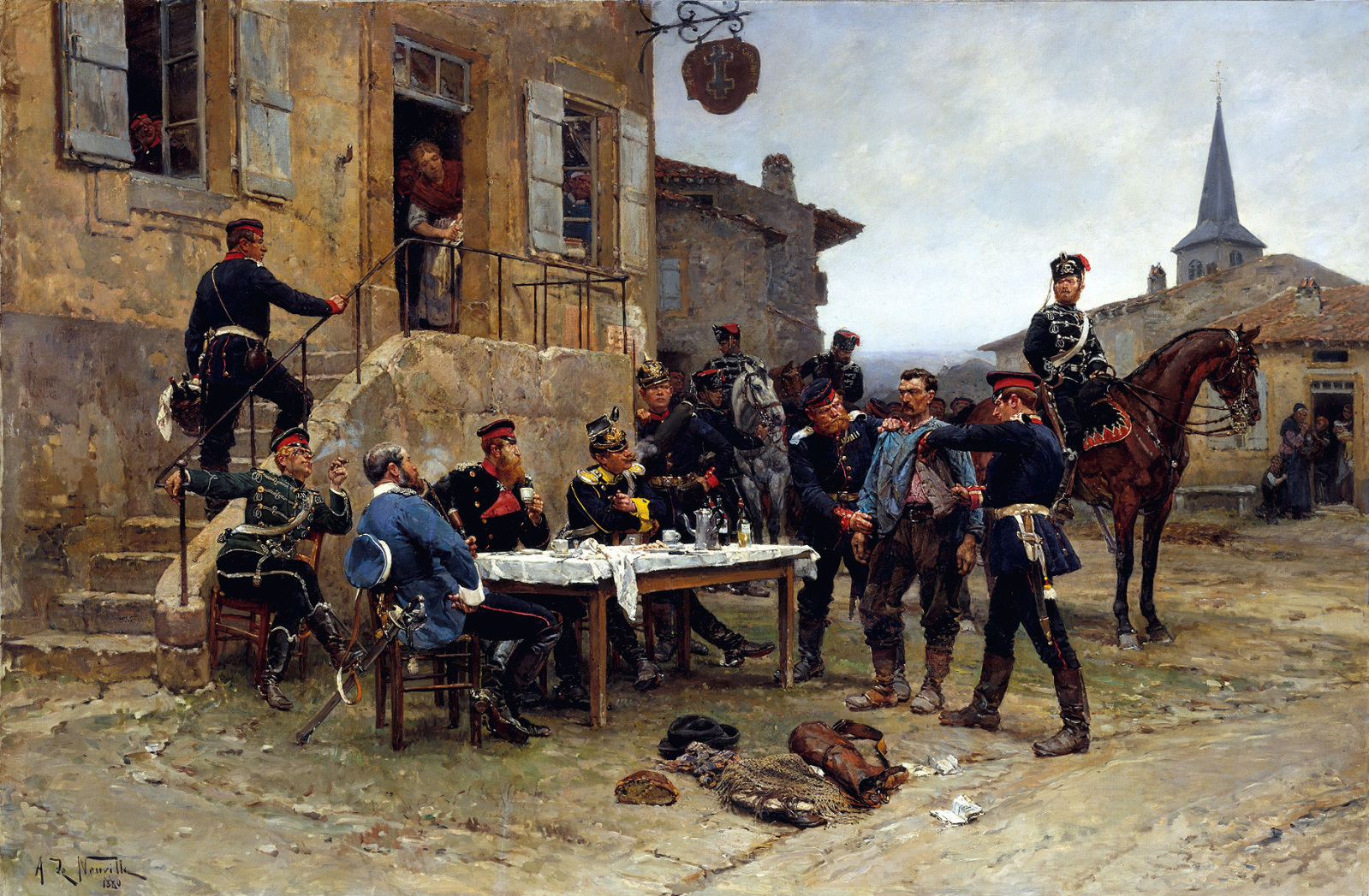
L'Espion d'Alphonse de Neuville, 1880.

Un espion, ou encore un agent secret, est un individu qui pratique l'espionnage ou, de manière plus générale, une activité relative à la collecte clandestine de renseignements ou d'informations secrètes classifiées, le plus souvent pour les livrer à un État.
Par extension, on appelle aussi espion ou agent secret, toute personne exerçant une activité clandestine au service d'un État, comme le sabotage, la destruction, la capture de matériel, l'assassinat, l'enlèvement ou encore l'exfiltration de personnes.

## Terminologie
Dans les services de renseignement, la terminologie distingue :
- les officiers traitants, qui sont membres permanents d'un service de renseignement, c'est-à-dire des fonctionnaires civils ou des militaires en activité[1], chargés de recruter et de manipuler des agents ;
- les agents, qui fournissent à proprement parler les renseignements à la demande des officiers traitants, en général contre rétribution[2].

La confusion entre ces deux rôles, pourtant totalement différents, est presque la règle dans les œuvres de fiction, alors que cette distinction est un fondement de l'activité des services de renseignement.
Au-delà de la fonction stricto sensu d'officier traitant, tous les fonctionnaires travaillant dans un service de renseignement (cadres, analystes, direction) sont en général qualifiés d'espions.
Parmi les agents et les membres des services de renseignement, on distingue :
- pour les agents :
  - agent dormant : un individu installé en toute clandestinité sur un territoire et attendant d'être activé pour une mission.
  - transfuge (ou défecteur) : un membre des services secrets qui fuit son pays pour se réfugier dans un autre pays, auquel il propose les renseignements qu'il détient.
  - walk-in : un individu appartenant à une organisation considérée comme intéressante par les services de renseignement (service de renseignement adverse, cellule terroriste, etc.) qui vient spontanément proposer sa collaboration à ces derniers.
  - agent double : un agent d'un service de renseignements qui est également agent pour un second service de renseignements, adversaire du premier, pour découvrir ses méthodes, ses officiers traitants, et le genre de renseignements qu'il recherche[3]. En revanche, un officier d'un service de renseignements qui espionne pour un service de renseignement adverse n'est pas un agent double[4],[5] mais une « taupe » (formellement, en anglais, une penetration ou un agent-in-place).
  - agent illégal
  - agent provocateur
  - agent d'influence
  - agent de pénétration : un agent recruté pour s'intégrer dans une organisation dont il n'est pas membre à l'origine.
  - honorable correspondant : un individu collaborant avec un service de renseignement par patriotisme.
  - indicateur

- pour les membres des services de renseignement en général :
  - officier de renseignement
  - chef de poste
  - analyste de renseignement

## Dans la fiction

Représentation caricaturale d'un espion.

Les stéréotypes fictionnels de l'agent secret proviennent de la guerre froide, durant laquelle les services secrets et les barbouzes des grandes puissances s'affrontaient dans l'ombre.
Parmi ces stéréotypes, l'espion viril et séducteur, tiré à quatre épingles, collectionnant les femmes et les gadgets les plus sophistiqués, est littéralement dominé par le personnage créé par Ian Fleming : James Bond ; même si d'autres personnages ont fait les beaux jours de la littérature du genre des années 1960 aux années 1980 : OSS 117, Coplan et, à la limite du genre, San Antonio et SAS.

### Littérature
Notamment dans les romans d'espionnage. Voir la catégorie : 
Quelques exemples :
- les romans sur OSS 117 (1949-1963) de Jean Bruce ;
- Casino Royale (1953) de Ian Fleming (romans et nouvelles de la série James Bond) ;
- L'Espion qui venait du froid (1963) de John le Carré ;
- Langelot agent secret (1965) de Lieutenant X., un roman pour jeunes lecteurs ;
- La mémoire dans la peau (1980) de Robert Ludlum ;
- La Somme de toutes les peurs (1991) de Tom Clancy ;
- Le silence vous gardera (2013), ouvrage autobiographique de Patrick Denaud.

### Cinéma
Notamment dans les films d'espionnage. Voir la catégorie : 
Quelques exemples de films qui mettent en scène des espions : 
- Agent secret (1936) d'Alfred Hitchcock ;
- L'arme à l'oeil (1981) de Richard Marquand ;
- Les Patriotes (1994) d'Eric Rochant ;
- Mission impossible (1996) de Brian de Palma ;
- Agents secrets (2004) de Frédéric Schoendoerffer ;
- Espion(s) (2009) de Nicolas Saada ;
- Le Pont des espions (2015) de Steven Spielberg.

Les parodies rencontrent aussi un vif succès. Parmi les plus connues : Le Magnifique (1973), Drôles d'espions (1985), Austin Powers (1997), Double Zéro (2004), mais aussi les films sur l'agent OSS 117 (OSS 117 : Le Caire, nid d'espions en 2006, et ses suites).

### Télévision
Voir la catégorie : 
Quelques exemples :
- Dans la série Des agents très spéciaux (1964-1969) ;
- Dans la série Max la Menace (1965-1969) ;
- Dans la série Mission impossible (1966-1973) ;
- Dans la série Le Bureau des légendes (2015-2020).

### Bande dessinée
Voir la catégorie : 
Quelques exemples :
- Dans la série de bandes dessinées Blake et Mortimer (depuis 1946) ;
- Dans la série de bandes dessinées L'Agent Jean (depuis 2011).

### Ressources radiophoniques
- Jean-Noël Jeanneney, « Des espions au Moyen Âge » [audio], émission Concordance des temps (58 min), France Culture, 23 juin 2023.
- Stéphanie Duncan, « Espions, une histoire vraie » [audio], série de podcast (52 épisodes au 31 janvier 2023) ; portraits d’espions et d’espionnes, français, américain, anglais, russe, israélien et irakien. De la Seconde Guerre mondiale à aujourd’hui, en passant par la Guerre froide, la Chine de Mao et le combat contre l’État islamique, France Inter (consulté le 31 janvier 2023).